# Martin Behrmann

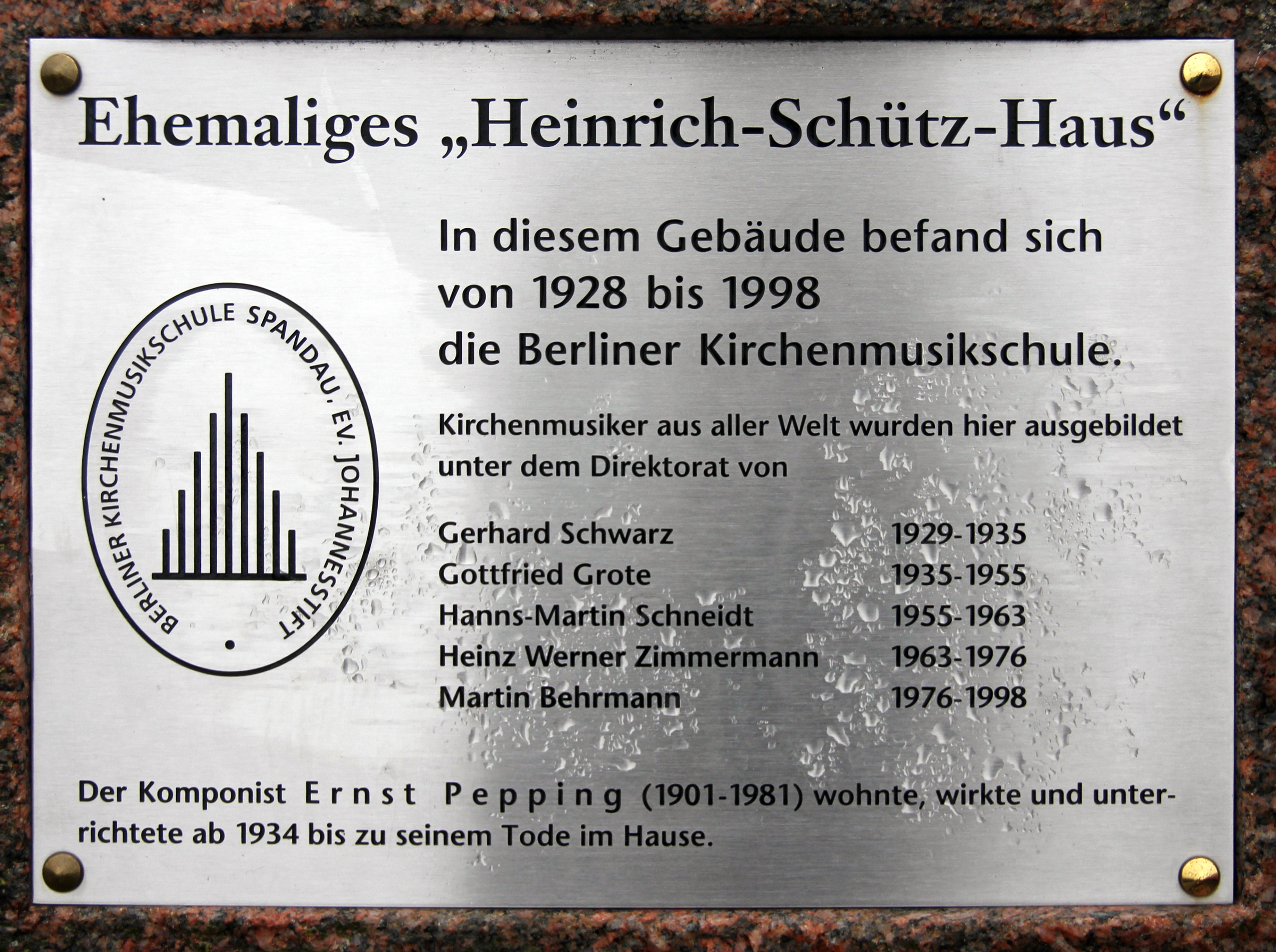
Gedenktafel am „Janusz-Korczak-Haus“, Schönwalder Allee 26, in Berlin-Hakenfelde

Martin Behrmann (* 16. Juli 1930 in Dessau; † 5. Januar 2014 in Löningen im Oldenburger Münsterland) war ein deutscher Chorleiter und Hochschullehrer.

## Leben
Martin Behrmann war Gymnasiast am Katharineum in Lübeck und machte das Abitur am Johanneum in Hamburg. Er studierte Kirchenmusik an der Musikhochschule Freiburg und bei Walter Kraft die Orgel. Das A-Examen absolvierte er an der Musikhochschule Lübeck.
Von 1957 bis 1966 war er Kantor an der St.-Andreas-Kirche in Hamburg. Er gründete die Cappella Vocale Hamburg und war bis 1966 Chorleitungs-Dozent an der Hochschule für Musik Hamburg. 1966 folgte er dem Ruf als Chorleitungs-Dozent an die Berliner Kirchenmusikschule im Johannesstift (KMS) Spandau, deren Direktor er von 1976 bis 1998 war. Die Spandauer Kantorei leitete er 29 Jahre. Für seine Leistungen wurde er zum Kirchenmusikdirektor ernannt.
Behrmann engagierte sich auch für ausländische Kirchenmusikvereine wie beispielsweise die Sambalikhaan Foundation auf den Philippinen. Hier beteiligte er sich zusammen mit anderen renommierten Kirchenmusiklehrern an entsprechenden Workshops.

## Veröffentlichungen
- Chorleitung. Musikverlag Carus, Stuttgart, 1984, ISBN 3-923053-04-5 oder bei
 SCM Hänssler, ISBN 3-7753-0876-8
- Festschrift Ernst Pepping: Allgemeine Kategorien der Interpretation.

## Tondokumente
- Robert Schumann: German and Latin Masses. Vox[6]
- Franz Schubert: Messen Nr. 2, 3, 5, 6 (von Spandauer Kantorei und Bach-Collegium Berlin, Martin Behrmann), Membran International (SPV), Audio-CD 2003[7]
- Passionsbericht des Matthäus (von Spandauer Kantorei und Capella Vocale Hamburg, Behrmann, und Ernst Pepping (Komponist)), Cad (Note 1), Audio-CD 2003[7]
- Dramatische Evangelienmotetten (von Spandauer Kantorei Berlin, Cap.Vocale Hamburg, Behrmann, Franck (Komponist)), Hänssler, Audio-CD 1997[7]
- 25 Classical Christian Favorites. Cameo.
- Johann Hermann Schein: Israelsbrünnlein, Vox.[8]